# 宇宙機の推進方法
宇宙機の推進方法（うちゅうきのすいしんほうほう）では、人工衛星や宇宙船などの宇宙機を加速させる方法を扱う。多数の異なる手段があり、それぞれに長所と短所がある。エンジンに関してはロケットエンジンを参照。
最近の宇宙機はすべて化学ロケットで打ち上げられる。大半の人工衛星は単純な化学ロケットによる反動で軌道に投入される。宇宙空間においては電気推進のイオンエンジンも使用され、主に人工衛星の軌道制御や宇宙探査機の航行に用いられる。

## エネルギーの使用

Due to energy carried away in the exhaust the energy efficiency of a reaction

反動で加速する為に、推進剤に運動量を与えるエネルギーが必要である。化学ロケットでは燃焼の過程で熱、圧力、分子の再結合、解離などにエネルギーが分散され、推進剤を加速させる有効分は小さくなる。高効率を誇る電気推進においても、推進剤全てがプラズマとなるわけではないため、やはりエネルギーのロスが存在する。故に効率が100%というエンジンは現状存在しない。
{\displaystyle {\begin{matrix}{\frac {1}{2}}\end{matrix}}Mv_{e}^{2}}

## 推進方法
推進方法は反動質量によって決まる。

### ロケットエンジン

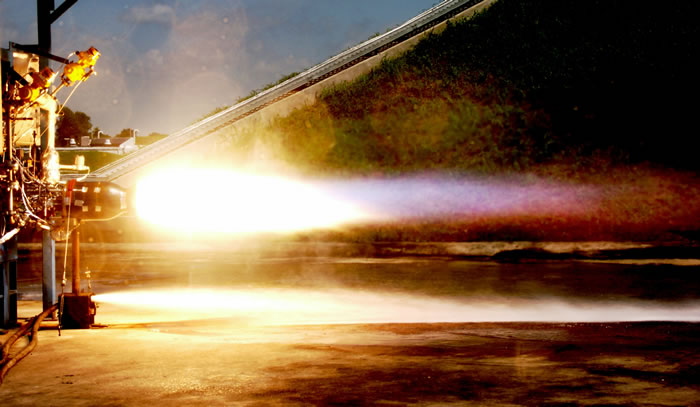
Space X、ケストレルエンジンの試験（ファルコン1二段目）

大半のロケットエンジンは内燃式である。ノズルによって推進効率が変化する。
イオン推進ロケットはプラズマ或いは帯電した気体を電磁気作用によって加速する事により、反動で推進力を得る。比推力は高いが、大推力を得る事が出来ないので軌道上で進路修正程度に使用される。
ロケットエンジンを参照すれば多種類のロケットエンジンとそれらの特徴がわかる。

### 電磁気による加速
電磁気による推進方法:

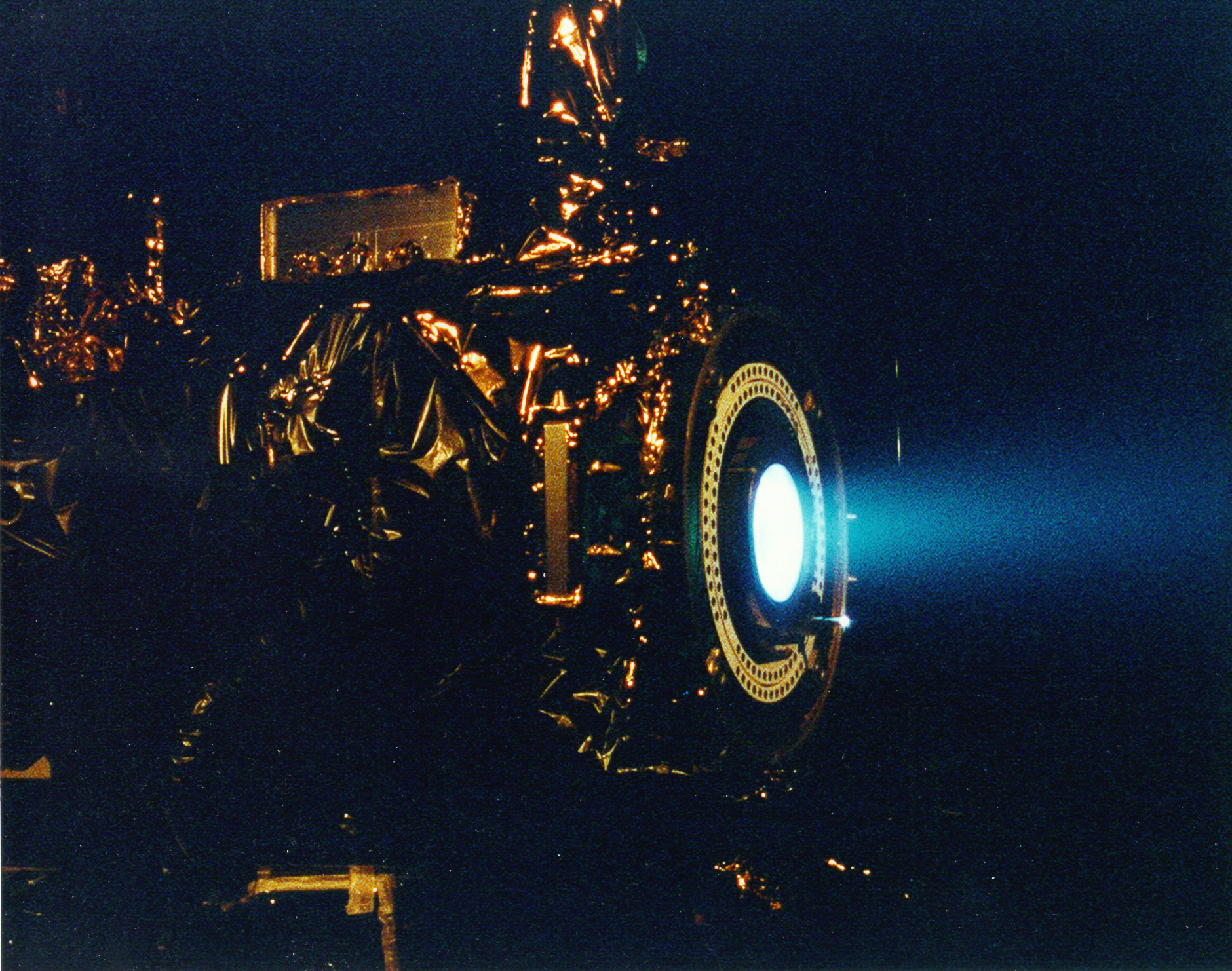
静電場によるキセノンイオンの加速実験（ジェット推進研究所）

- イオンエンジン (加速されたイオンに電子を照射してイオンを中和する)
  - 電極静電イオン推進機
  - 電界放射式電子推進 (FEEP)
  - ホール効果推進機（ホールスラスタ）
  - コロイド推進機
- プラズマ推進機（英語版） (イオンと電子が同時に加速されるために中和器を必要としない)
  - MPDアークジェット
  - ヘリコン二重層プラズマ推進機
  - 無電極プラズマ推進機（英語版）
  - パルス誘導推進機 (PIT)
  - 比推力可変型プラズマ推進機 (VASIMR)
- マスドライバー (推進用)

### 反動質量を持たない宇宙機のシステム

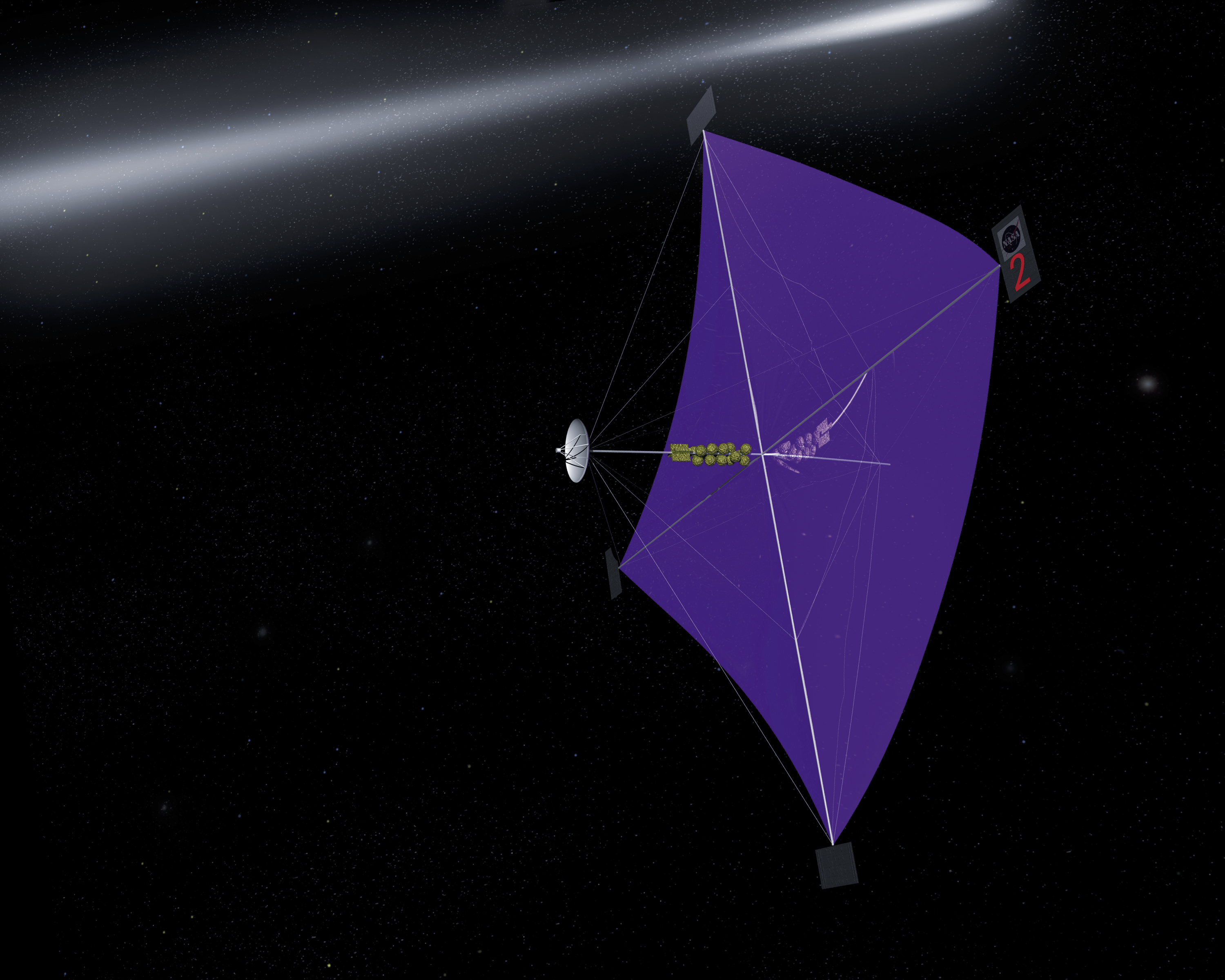
NASAが研究する太陽帆、500m幅の帆をもつ。

従来の方法では反動を得るため、何らかの質量を機内に蓄えていたが太陽光の放射圧により推進する太陽帆などもある。省エネという長所があるが、太陽（恒星）から近い距離しか動力を得られず、出せる速度に限界があるうえ、機体の質量を軽くする必要もある。
- 太陽帆（ソーラーセイル）
- 磁気帆（マグネティックセイル）
- テザー推進
  - エレクトロダイナミック・テザー (EDT)
  - モーメンタム・テザー
  - マグネティック・テザー
- 宇宙塵推進

### 打ち上げの原理
- 軌道エレベータ
- Orbital airship
- スペースファウンテン
- 超音速スカイフック

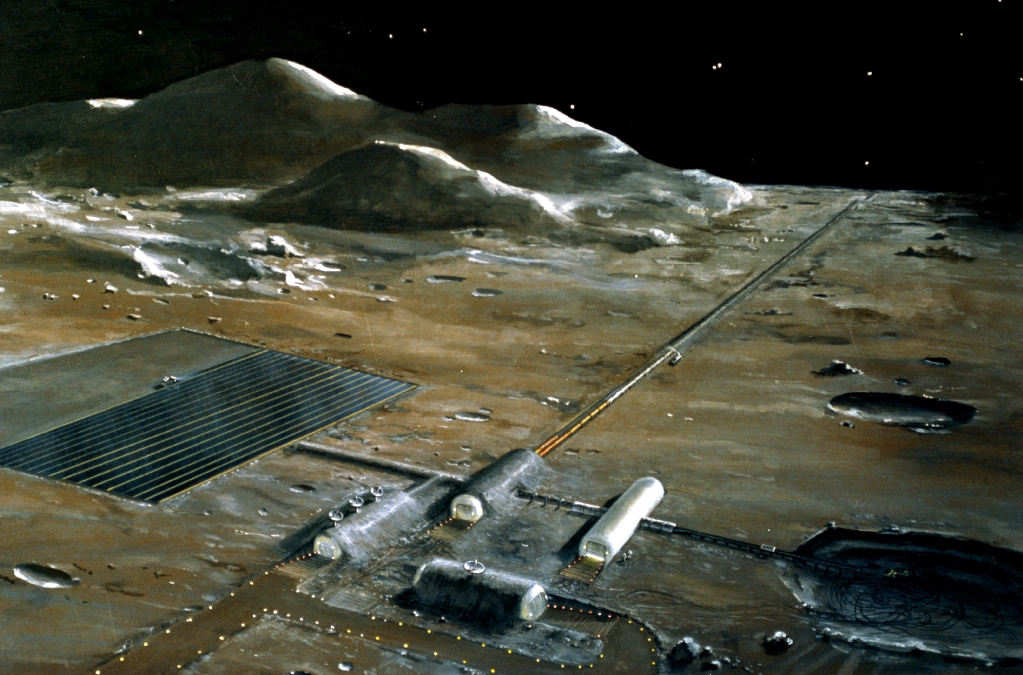
月面基地のマスドライバー（NASAの想像図）

- マスドライバー (電磁式カタパルト、レールガン、コイルガン)
- スペース･ガン（英語版） (Project HARP, Ram accelerator、多薬室砲)
- レーザー推進 (ライトクラフト)

### 空気取り入れ型エンジンによる軌道投入
- ATREX - 予冷却器を備えた軽量の水素を燃料とするターボジェットエンジン[2]
- 液体空気サイクルエンジン - 吸い込んだ空気を燃焼する前に燃料の液体水素で液化するロケットエンジン。
- スクラムジェットエンジン - 極超音速で燃焼するジェットエンジン。

### 物理法則

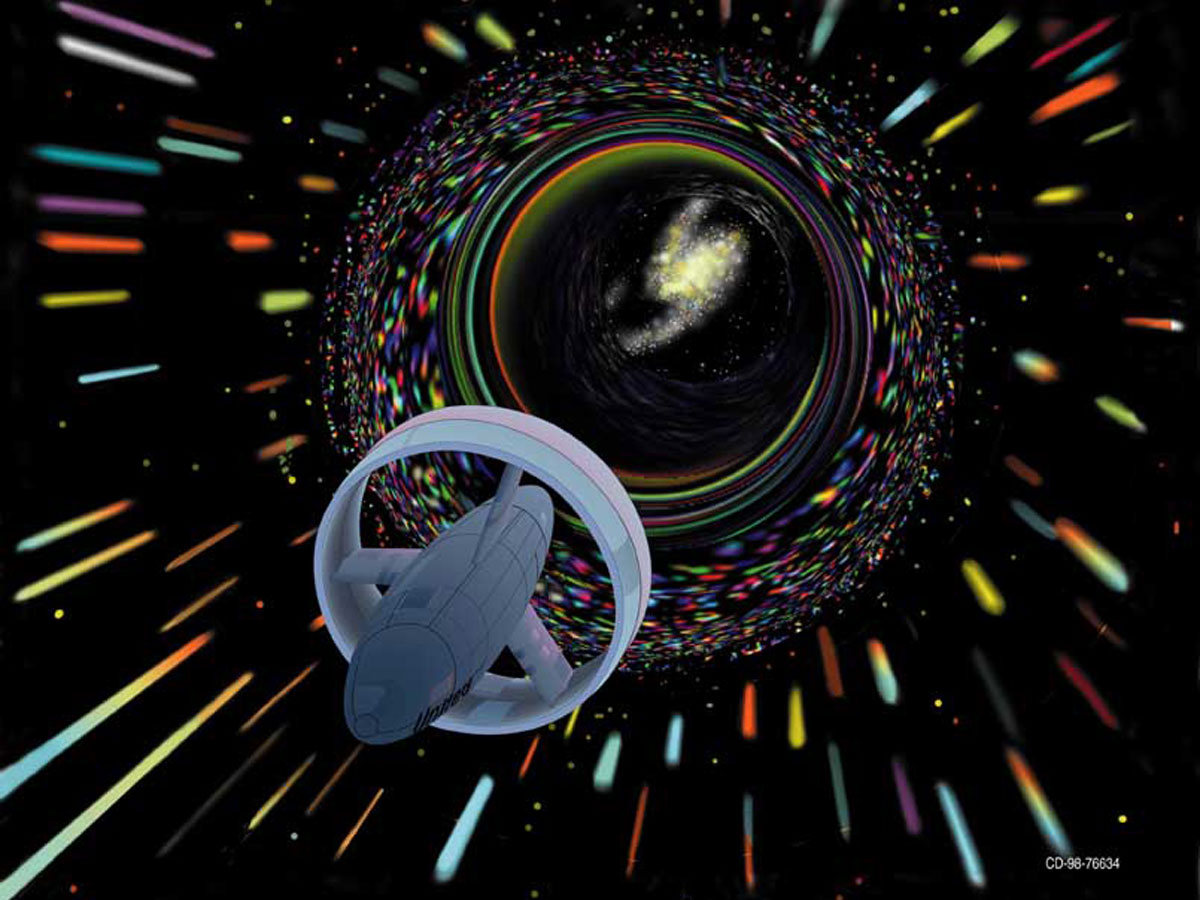
「ワームホール航法」の想像イラスト

- アルクビエレ・ドライブ
- ワームホールの利用
- 反重力の利用
- 無反動推進の利用
- en:Heim theory に基づく方式 - Guidelines for a Space Propulsion Device Based on Heim's Quantum Theory（doi:10.2514/6.2004-3700）で提案された。
- その他、英語版記事 en:Breakthrough Propulsion Physics Program 内にある方法

## 各推進方法の仕様一覧
以下に一般的に使用される推進方法の比較の為に示す。
| 方式名                                | 相対噴射速度 (m/s)                   | 推力 (N)                             | 燃焼時間 (オーダー)!! 最大速度・⊿V (km/s) |           |
| 現在使用されている推進方法            |                                      |                                      |                                           |           |
| ------------------------------------- | ------------------------------------ | ------------------------------------ | ----------------------------------------- | --------- |
| 固体ロケット                          | 1,000 - 4,000                        | 10>3 - 10>7                          | 1 E0 s - 1 E2 s                           | ~ 7       |
| ハイブリッドロケット                  | 1,500 - 4,200                        | <0.1 - 10>7                          | 1 E0 s - 1 E2 s                           | > 3       |
| 一液式ロケット                        | 1,000 - 3,000                        | 0.1 - 100                            | 1 E-3 s - 1 E2 s                          | ~ 3       |
| 二液式ロケット                        | 1,000 - 4,700                        | 0.1 - 10>7                           | 1 E0 s - 1 E2 s                           | ~ 9       |
| 三液式ロケット                        | 2,500 - 4,500                        |                                      | 1 E0 s - 1 E2 s                           | ~ 9       |
| レジストジェット                      | 2,000 - 6,000                        | 10>-2 - 10                           | 1 E0 s - 1 E2 s                           |           |
| DCアークジェット                      | 4,000 - 12,000                       | 10>-2 - 10                           | 1 E0 s - 1 E2 s                           |           |
| ホールスラスタ (HET)                  | 8,000 - 50,000                       | 10>-3 - 10                           | 1 E6 s - 1 E7 s                           | > 100     |
| イオンエンジン                        | 15,000 - 80,000                      | 10>-3 - 10                           | 1 E6 s - 1 E7 s                           | > 100     |
| 電界放射式電気推進 (FEEP)             | 100,000 - 130,000                    | 10>-6 - 10>-3                        | 1 E5 s                                    |           |
| MPDアークジェット (MPD)               | 20,000 - 100,000                     | 100                                  | 1 E5 s                                    |           |
| パルスプラズマスラスタ (PPT)          | ~ 20,000                             | - 0.1                                | 1 E6 s - 1 E7 s                           |           |
| パルス誘導推進器 (PIT)                | 50,000                               | 20                                   | 1 E6 s                                    |           |
| 原子力電気推進                        | 発電機として原子力を使用した電気推進 | 発電機として原子力を使用した電気推進 | 発電機として原子力を使用した電気推進      |           |
| 太陽帆                                | N/A                                  | 9 per km² (at 1 AU)                  | 不定                                      | > 40      |
| 実証可能な推進方法                    |                                      |                                      |                                           |           |
| テザー推進                            | N/A                                  | 1 - 10>12                            | 1 E0 s - 1 E2 s                           | ~ 7       |
| マスドライバー (推進装置としてのもの) | 30,000 - ?                           | 10>4 - 10>8                          | 1 E6 s                                    |           |
| オリオン計画 (長期核パルス推進)       | 20,000 - 100,000                     | 10>9 - 10>12                         | 1 E5 s                                    | ~ 30 - 60 |
| 比推力可変型プラズマ推進機 (VASIMR)   | 10,000 - 300,000                     | 40 - 1,200                           | 1 E6 s - 1 E7 s                           | > 100     |
| 核熱ロケット                          | 9,000                                | 10>5                                 | 1 E0 s - 1 E2 s                           | > ~ 20    |
| 太陽熱ロケット                        | 7,000 - 12,000                       | 1 - 100                              | 1 E5 s                                    | > ~ 20    |
| 放射性同位体推進                      | 7,000-8,000                          |                                      | 1 E6 s                                    |           |
| 空気増強ロケット                      | 5,000 - 6,000                        | 0.1 - 10>7                           | 1 E-1 s - 1 E2 s                          | > 7?      |
| 空気液化サイクルエンジン (LACE)       | 4,500                                | 1000 - 10>7                          | 1 E-1 s - 1 E2 s                          | ?         |
| SABREエンジン                         | 30,000/4,500                         | 0.1 - 10>7                           | 1 E0 s - 1 E2 s                           | 9.4       |
| デュアルモード推進システム            | > 2,000?                             |                                      |                                           |           |
| 研究が進められている推進方式          |                                      |                                      |                                           |           |
| マグネティックセイル                  | N/A                                  | Indefinite                           | 不定                                      |           |
| ミニ磁気圏プラズマ推進 (M2P2)         | 200,000                              | ~ 1 N/kW                             | 1 E6 s                                    |           |
| 核パルス推進 (ダイダロス計画のもの)   | 20,000 - 1,000,000                   | 10>9 - 10>12                         | 1 E6 s - 1 E7 s                           | ~ 15,000  |
| 気化炉心ロケット                      | 10,000 - 20,000                      | 10>3 - 10>6                          |                                           |           |
| NSWR                                  | 100,000                              | 10>3 - 10>7                          | 1 E3 s                                    |           |
| ビーム推進                            | 外部からの荷電粒子等のビームを用いる | 外部からの荷電粒子等のビームを用いる | 外部からの荷電粒子等のビームを用いる      |           |
| 核分裂帆                              | 核分裂断片ロケットを利用した推進帆   | 核分裂断片ロケットを利用した推進帆   | 核分裂断片ロケットを利用した推進帆        |           |
| 核分裂断片ロケット                    | 1,000,000                            |                                      |                                           |           |
| 核光子ロケット                        | 300,000,000                          | 10>-5 - 1                            | 1 E6 s - 1 E8 s                           |           |
| 核融合ロケット                        | 100,000 - 1,000,000                  |                                      |                                           |           |
| 軌道エレベータ                        | N/A                                  | N/A                                  | 不定                                      | > 12      |
| 反物質核パルスロケット                | 200,000 - 4,000,000                  |                                      | 1 E4 s - 1 E5 s                           |           |
| 反物質ロケット                        | 10,000,000 - 100,000,000             |                                      |                                           |           |
| バサードラムジェット                  | 2,240,623 - 20,000,000               |                                      | 不定                                      | ~ 30,000  |
| 重力電磁気トロイダルランチャー        |                                      |                                      |                                           | <300,000  |